# Teorie sněhové koule
Teorie sněhové koule či teorie ledové koule je vědecká hypotéza předpokládající, že před přibližně 750 až 650 milióny let byla větší část povrchu či celý povrch Země pokryt ledovou pokrývkou tvořenou ledovci silnou až kilometr, což mělo mít za následek velké vymírání druhů. Z geologického pohledu pak mělo dojít po dlouhé době k rychlému oteplení celé planety, jež mělo posloužit jako významný katalyzátor rozvoje primitivního života a evoluce. Jedná se o kontroverzní teorii z oblasti geologie, se kterou řada vědců souhlasí nebo naopak nesouhlasí.

## Historie teorie
O možném globálním zalednění uvažoval Louis Agassiz již roku 1837. Když Alfred Wegener přišel s teorií kontinentálního driftu (publikována 1915), tak mnozí geologové odmítali možné vysvětlení jako „neuvěřitelné“ (kanadský geolog Arthur Philemon Coleman, 1926, který dříve v 1907 zavedl i tzv. Huronské zalednění odvozené ze sedimentů v okolí Huronského jezera), „pohádka“ (Bailey Willis, 1944) či „čistě fantastické“ (R. F. Flint, 1957). V roce 1964 Walter Brian Harland z Cambridské univerzity popsal sedimentární vrstvy vypadající jako ty, které vznikají v dobách ledových. Začalo se spekulovat, že silná doba ledová zasáhla Zemi v období neoproterozoika. Roku 1998 kanadský geolog Paul Felix Hoffman s kolegy teorii v časopise Science přepracoval a katastrofický model upoutal zájem. Roku 2003 přišli se „Zipper rift“ hypotézou kanadští geologové Nicholas Eyles a Nicole Januszczaková, po níž se zredukovalo zalednění jen na částečně možné. Kanadský profesor Peltier přišel s verzí rozbředlé koule, kdy na rovníku je značně velká nezaledněná oáza. Kryogén patrně zahájil vulkanismus z doby před 717 miliony let v oblasti Franklinovy velké magmatické provincie v dnešní Kanadě.

## Argumenty
Za vznikem teorie stojí slabé vrstvy sedimentů vznikajících ledovcovou činností, které se nalezly v tropických oblastech světa. Nemuselo však jít o globální zalednění. Teorie dále předpokládá, že primitivní život přežil pod ledovou přikrývkou, či že se ledovcový příkrov v oblasti tropů nevyskytoval soustavně, což umožnilo zachování života. Také chybějící vrstva zemské kůry mohla být díky sněhové kouli odnesena do oceánu a tam zmizela do nitra Země.

## Zmrzlá Země
Teorie předpokládá, že celý či většina povrchu Země byla pokryta silnou ledovou pokrývkou, která mohla dosahovat až dvou kilometrů (jiné zdroje uvádějí pouze 1 kilometr).[zdroj?] Tato silná ledová pokrývka by měla vést k tomu, že by hladina světového oceánu měla poklesnout přibližně o 120 metrů oproti dnešní hladině. Předpokládá se, že extrémní pokles teploty měl za následek i zmrazení části atmosféry, která ve formě ledových krystalků spadla na ledový povrch planety.
Od ledového osudu měly Zemi zachránit skleníkové plyny. Příčinou odlednění (a zdrojem skleníkových plynů) by mohl obecně být impakt velkého kosmického tělesa.

## Kritika
Některé další nálezy ale teorii ledové koule zcela popírají a přinášejí argumenty proti ní jako např. uhlíkem bohaté sedimentární břidlice z Brazílie z období, kdy měla být celá Země pokrytá ledem. Pro dané období je doloženo dočasné roztátí. Proxy záznamy teplot moří ukazují na teploty značně vyšší než v současnosti. Klimatické modely navíc nejsou schopny dosáhnout takového stavu. Odhadovaná koncentrace oxidu uhličitého na odlednění Země je značná.